# Víctor Serralde Martínez
Víctor Serralde (18 de diciembre de 1971) Político mexicano, miembro del Partido Acción Nacional actualmente ocupa el cargo de diputado federal por el periodo del 1 de septiembre de 2012 al 31 de agosto de 2015 es el Presidente de la Comisión de Desarrollo Rural en la Cámara de Diputados.

## Historia
Víctor Serralde Martínez, diputado federal por el distrito 13 de Huatusco fue nombrado por el Pleno del Congreso de la Unión de la LXII legislatura como presidente de la Comisión de Desarrollo Rural, cargo que ostentará tres años de ejercicio constitucional.
Junto con el priista Fernando Charleston de Coatepec, son los únicos veracruzanos que obtuvieron una presidencia en el Congreso en la LXII Legislatura.
Logró la mayor votación de un panista en las elecciones del 2012 con más de 90 mil sufragios, fue el abanderado panista que obtuvo la mayor votación de todo el país.
Víctor Serralde Martínez es un empresario veracruzano, ingeniero de profesión, que ha incursionado en la política de su país primero como operador de los programas de la Secretaría de Desarrollo Social en la sierra de Zongolica, durante las dos administraciones federales de su partido, Acción Nacional, donde es recordado como un precursor y trabajador incansable de los programas de Pisos firmes, Oportunidades y Hábitat y luego como diputado Federal por el Distrito XIII con cabecera en Huatusco, Veracruz.
Logró la mayor votación que haya tenido jamás un panista en todo el país en las elecciones del 2012, con más de 90 mil sufragios, que le valieron la diputación.
Fue nombrado por el Pleno del Congreso de la Unión de la LXII legislatura como presidente de la Comisión de Desarrollo Rural, cargo que ostentará tres años de ejercicio constitucional. Siendo el único diputado veracruzano panista en dirigir una Comisión y cabe resaltar, una de las más importantes para su Región, Estado y todo México.
Ha sido coordinador de múltiples comisiones relacionadas al campo mexicano rumbo a la Reforma que tendrá el Agro en el 2014.
Es uno de los Diputados que más recursos ha etiquetado, beneficiando a todos los municipios de su región y otros que incluso no pertenecen al mismo, en el Estado de Veracruz.
Fue un defensor del sector cañero, como presidente de la Comisión de Desarrollo Rural, sobre todo en la crisis del año 2013, logrando que fueran atendidos y beneficiados con recursos federales.
También fue escucha y apoyo de maestros veracruzanos cuando se discutía la Reforma Educativa, un enriquecedor de la ley. En esta dejó una frase que marcó un camino, pues logró la confianza de muchos maestros y ciudadanos en general, “jamás votaré por algo que no sea en beneficio de los ciudadanos y a favor de la educación en el país”.
Por otra parte, ha sido pieza fundamental en la recuperación del PAN, para volver a sus orígenes, luego de perder la Presidencia de la República ante el PRI, encabezados por Enrique Peña Nieto. Ha impulsado al Partido Acción Nacional desde cualquier trinchera que le ha tocado defender.
Es uno de los dirigentes de la campaña de Gustavo Madero Muñoz rumbo a su reelección como Presidente Nacional del PAN.